# Аврам Фаркић
Др Аврам Фаркић (Силистра, 12. октобар 1866 — Београд, 25. фебруар 1925) био је српски лекар бугарског порекла, практичар и оснивач Првог српског завода за физикално лечење и Првог завода за ортопедију, шведску гимнастику и масажу.

## Биографија

### Порекло
Аврам Фаркић је рођен 12. октобра 1866. године у месту Силистра, Бугарска. Није познато када се породица доселила у Србију, али се може претпоставити да је то било око 1880. или 1881. године. Отац му се звао Јосиф Фархи. Презиме је навођено и као Фарки. Аврам је имао сестру Солчи и једног брата чије име није забележено.
Са друге стране, према подацима истраживача јеврејских породица, Аврам је поред сестре која је страдала у Холокаусту у Београду имао и три братаː Хајима, Јеошуу и Исака Фархија. Фаркићев досије са Медицинског факултета у Бечу потврђује ове наводе, пошто је као тутора наводио фирму „Браћа Фархи“, али и Хајима Ј. Фархија. У студентским документима из Беча, Аврам се води под именом Абрахам Ј. Фархи (енгл. Abraham J. Farchy). Другу верзију презимена је почео да користи након повратка са студија, од 1895. године.

### Младост
Фаркић је у Крагујевцу завршио седморазредну гимназију и положио испит зрелости у својој 22. години, 1888. године. Школске 1888/89. године Аврам је уписао Медицински факултет Универзитета у Бечу. Школовао се захваљујући новчаној помоћи Јеврејске црквене општине. Новчана помоћ је тада била четири пута мања од оне коју су добијали српски државни питомци. Након положеног првог ригорозума који је обухватао хемију, физиологију и анатомију (examen rigorosum - строги испит) упутио је молбу министру унутрашњих послова поводом државне помоћи, међутим помоћ му није додељена.
Медицинска знања стицао је код чувених професора – физиолога Екснера, анатома Толда, патолога Кундрата, хистолога Штрикера, хирурга Билрота, итд. Аврам је био марљив студент и несумњиво је на њега највећи утисак током студирања оставио др Вилхелм Винтерниц. Вилхелм је био приватни доцент за медицину који је предавао изборни предмет под називом Хидропатија. Вероватно је Фаркић посетио његов Завод за хидротерапију, који је од 1865. године постојао у Калтенлојтгебену. Први ригорозум је положио 17. јула 1891, други 28. новембра 1893, а трећи 28. јуна 1894. године. Промовисан је за доктора целокупног лекарства 7. јула 1894. године.

### Каријера
У јануару 1895. године, по повратку у Србију, учествовао је на конкурсу Општине београдске за избор општинског лекара, али је тада изабран др Милорад Гођевац. На то место је безуспешно конкурисао још три пута, у октобру 1895, фебруару 1896. и фебруару 1900. године. Након одбијања је одустао од општинске службе и посветио се приватном послу. Истицао је да као приватни лекар „лечи специјално женске болести и болести гуше и ушију”. Сиротињу је лечио бесплатно.
Био је редовни члан Српског Лекарског друштва од 1896. године. Као члан ретко је учествовао у дискусијама.
Септембра 1896. године отворио је Први српски завод за лечење хладном водом и масажом. Завод је водио до смрти, 1925. године. Назив Завода се током година мењао, али је у Београду био углавном познат као „Завод др Фаркића”. Након 1919. године Завод је постао познат као „Санаторијум др Фаркића”. Завод је под истим именом наставио са радом и после његове смрти, све до почетка Другог светског рата. Фаркић је био иницијатор оснивања Акционарског друштва Терапија, које је 1911. године отворило Први завод за физикалну медицину у Врњачкој Бањи. Тадашњи назив Завода је био Завод за лечење водом и електриком Терапија. Све до Првог светског рата Завод је био најмодернији бањски санаторијум у Србији.
Фаркић је био управник Терапије током бањских сезона 1911, 1912, 1913. и 1924. године. Тек 1924. године, 5 година после Првог светског рата, Акционарско друштво Терапија успело је поново да уреди свој Завод и да га отвори за публику. Због некомплетности извора у Историјском архиву Београда и Архиву Југославије није било могуће потврдити предспоставку да је др Фаркић формално био први специјалиста у области физикалне медицине у Србији, иако је познато да је имао прилике за стручно усавршавање у иностранству.
Учестовао је у балканским ратовима као санитетски официр. Учествовао је и у Првом светском рату све до фебруара 1915. године када је оболео од пегавог тифуса. Као реконвалесцент је из Ниша враћен у Београд, где је дочекао окупацију. Све до ослобођења је радио у Заводу. Указом краља Александра од 10. марта 1924. произведен је у чин резервног санитетског потпуковника.

### Породица
Године 1900. Фаркић се венчао са Јоханом, рођеном Флеш (Johana Flesh). Имали су две ћерке, Берту-Бранку и Ану-Хану. Берта је била удата за београдског лекара др Александра Белића, а Ана за Вилијама Берншо из Велике Британије.

### Смрт
Преминуо је у 59. години живота, 25. фебруара 1925. године. Сахрањен је на Сефардском гробљу у Београду.

## Одликовања
Фаркић је одликован Сребрном медаљом за ревносну службу (1914) и Орденом Св. Саве V реда (1915).